# Фламандська література
Фламандська література — нідерландомовна література в Бельгії. Раніше — література, створена на території Фландрії, історичного регіону, розташованого на території сучасних Бельгії, Франції та Нідерландів. До початку XIX-го століття цю літературу розглядали як складову частину нідерландської літератури. Коли Бельгія отримала в 1830 році незалежність від Нідерландів, термін «фламандська література» набув значення «нідерландомовна література, створена в Бельгії».

## Ранній період
Фламандська література Середньовіччя та XVI століття важко віддільна від нідерландської у вузькому сенсі слова, роздільний розгляд їх практично неможливий. У XVII і XVIII сторіччях у період іспанського та австрійського панування також не можна говорити про фламандську літературу як окреме явище.

## Середньовічна фламандська література
Нідерландська мова на ранніх етапах свого розвитку була близькою до деяких німецьких діалектів, деякі автори, як, наприклад, поет 12-го століття Генріх фон Фельдеке, є частиною історії як нідерландської, так і німецької літератури.
Поезія домінувала в ранній фламандській літературі. У Нижніх Землях, як і в іншій Європі, куртуазний роман і поезія були популярними жанрами протягом Середньовіччя. Епічні лицарські романи, де головними героями виступали король Артур або Карл Великий, були також поширені (яскравий приклад — роман «Карл і Елегаст»).
Перший відомий на ім'я автор, який писав нідерландською, — Генріх фон Фельдеке, старший сучасник Вальтера фон дер Фогельвейде. Фон Фельдеке писав придворну любовну поезію, житіє святого Серватія Маастрихтського, епічне перекладення Енеїди лімбурзьким діалектом. Багато з епічних творів були лише копіями або доповненнями німецьких або французьких творів, проте є приклади оригінальної творчості — «Карл і Елегаст», крім того, деякі твори перекладалися з нідерландської на інші — мораліте Elckerlijc стало основою для англійської п'єси Everyman.

## XIX століття
У XIX столітті література Фландрії розкололась на дві течії: представники однієї писали французькою, іншої — нідерландською. Твори представників першої течії можна назвати типово бельгійською літературою, оскільки поява такої літератури не була б можлива в одномовній країні. Найвідоміший твір даної групи — «Легенда про Тіля Уленшпігеля і Ламме Гудзака» написана фламандцем Шарлем де Костером.
Безпосереднім результатом бельгійської революції була негативна реакція на все, що асоціювалося з Нідерландами, і вибір на користь французької мови, як мови свободи і незалежності. Тимчасовий уряд у 1830 році заборонив офіційне використання нідерландської мови, яка була зведена до статусу патуа. За кілька років до цього Ян Франс Віллемс (1793—1846) захищав позиції нідерландської мови і робив все можливе, щоб не допустити розділення Нідерландів і Бельгії. Бувши архіваріусом в Антверпені, він використовував написання історії фламандської літератури як одну з таких можливостей. Після революції його нідерландські симпатії змусили його жити в самоті, але в 1835 році він оселився в Генті і присвятив себе пропаганді нідерландської мови і культури.

## XX і XXI століття
Серед найвідоміших фламандських письменників сьогодення можна назвати Гюго Клауса (Hugo Claus), Луї Пауля Бона (Louis Paul Boon), Крістіана Геммерехтса (Kristien Hemmerechts), Тома Лануа, Анне Провост (Anne Provoost) та Герта ван Істендала (Geert van Istendael).